# Richard Ira Bong
Richard Ira Bong (24. září 1920, Poplar, Wisconsin, USA – 6. srpna 1945, Burbank, Kalifornie, USA) byl americký stíhací pilot a nejúspěšnější letecké eso amerického letectva všech dob, který v průběhu druhé světové války sestřelil 40 japonských letadel, byl též nejúspěšnějším pilotem na P-38 Lightning. Za své úspěchy byl roku 1944 oceněn nejvyšším americkým vyznamenáním Medailí cti.

## Mládí a raná kariéra

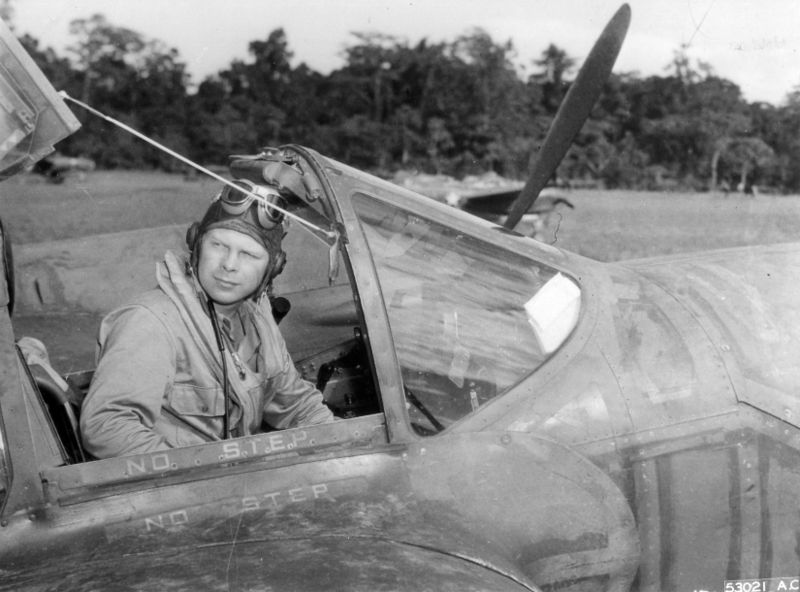
Richard Bong v kokpitu stíhacího letounu P-38 Lightning

Bong vyrůstal na farmě nedaleko města Poplar ve Wisconsinu. Od malička se zajímal o letectví, stavěl i modely letadel. Na univerzitě ve Wisconsinu studoval od roku 1938 pedagogiku. Během studia začal navštěvovat civilní letecký kurz a v roce 1941 se zapsal do United States Army Air Forces jako kadet. Už během výcviku v severní Kalifornii se ukázalo, že je schopným letcem a po skončení výcviku mu byla udělena 9. ledna 1942 hodnost nadporučíka. Následně se stal instruktorem letecké střelby a také se stal známý svými akrobatickými kousky, kdy se svým letounem P-38 aplikoval prvky vyšší pilotáže v blízkosti mostu Golden Gate Bridge, za což byl později pokárán velitelem 4. letecké armády generálmajorem Kenneym.

## Druhá světová válka

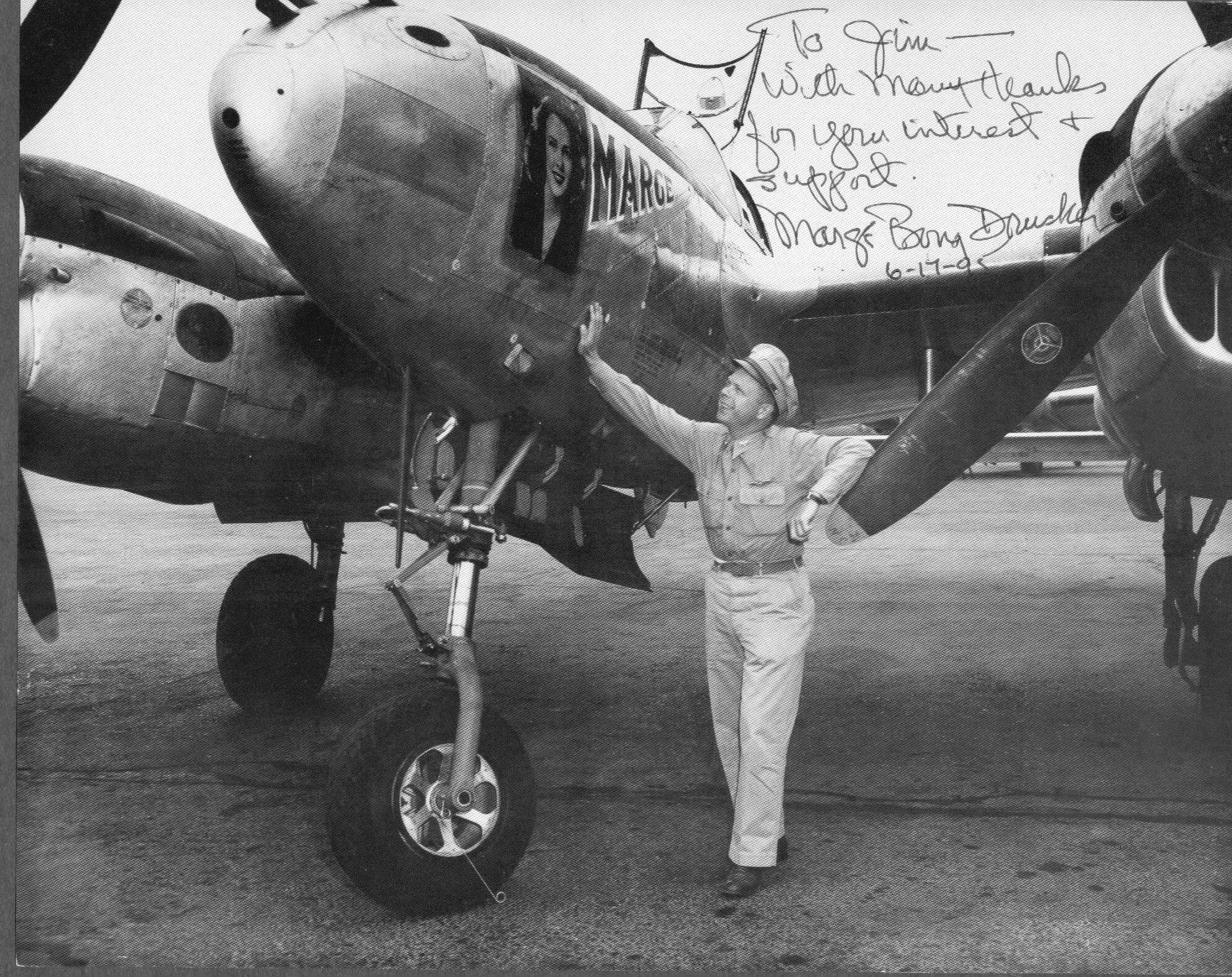
Richard Bong u svého stroje P-38 „Marge“, kterému dal přezdívku podle své přítelkyně Marjorie

Později se přidal ke 49. stíhací peruti, 14. stíhací skupiny na letišti Hamilton Field v Kalifornii. Ještě předtím, než byla v létě 1942 jeho jednotka vyslána do Anglie, byl Bong převelen jiné jednotce na Hamilton Field, kterou byla 78. stíhací skupina. Zde sloužil ve 84. stíhací peruti a tato jednotka se brzy dostala do oblasti jižního Tichomoří.
10. září 1942 se poručík Bong dostal k 9. stíhací peruti známé jako „Flying Knights“ (Létající rytíři), spadající pod 49. stíhací skupinu. Jednotka měla základnu ve městě Darwin v Austrálii. Zatímco jeho jednotka čekala na dodávky nedostatkových strojů P-38, Bong a ostatní letci 9. perutě létali ve strojích 39. stíhací perutě, která se nacházela v Port Moresby na Nové Guineji, aby získali bojové zkušenosti. 27. prosince 1942 tak dosáhl svých prvních dvou sestřelů, když zničil jedno japonské Micubiši A6M „Zero“ a jednu Nakadžimu Ki-43 „Oscar“ nad Bunou, během bojů o Buna-Gona. Bong byl za tento úspěch vyznamenán medailí Silver Star.
V březnu 1943 se vrátil ke 49. stíhací peruti na Schwimmer Field nedaleko Port Moresby. 26. července 1943 Bong sestřelil 4 nepřátelské stíhačky nad Lae a byl za to vyznamenán Křížem za vynikající službu (DSC). V srpnu téhož roku dostal dovolenou na zotavení, kterou strávil v Austrálii. Do dubna 1944, tehdy už kapitán Bong dosáhl 27 vzdušných vítězství, čímž předběhl letecké eso Eddieho Rickenbackera, který během první světové války získal 26 vítězství.

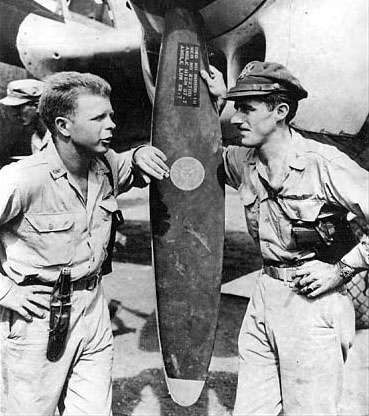
Americká letecká esa Richard Bong a Thomas McGuire

Během další dovolené, tentokrát v USA, potkal svou budoucí ženu Marjorie Vattendahlovou. Na Novou Guineu se Bong vrátil v září 1944 a pojmenoval svůj letoun P-38 „Marge“ podle své Marjorie, tehdy ještě přítelkyně. Přesto, že se dostal do velícího štábu, i nadále se účastnil bojových misí z letišť v Taclobanu, Leyte, během Filipínské kampaně, během níž do prosince dosáhl celkem 40 vítězství. Na doporučení generála Kenneyho byl Bong v prosinci 1944 vyznamenán nejvyšším americkým vojenským vyznamenáním za statečnost, Kongresovou Medailí cti, a to přímo z rukou generála Douglase MacArthura.
Jeho hodnost majora ho kvalifikovala do funkce velitele perutě, i navzdory tomu však upřednostňoval své působení jakožto velitel dvojice či čtveřice letadel. V lednu 1945 umístilo spojenecké velitelství Tichomoří Bonga nadobro do zázemí, mimo ostré bojové mise. Bong se poté oženil s Marge a podílel se mimo jiné i na organizaci různých armádních společenských akcí.

## Úmrtí
Bong se později stal zkušebním pilotem u Lockheed Corporation. Létal na nových proudových strojích P-80 Shooting Star na Burbanském letišti. 6. srpna 1945 mu během startu vysadila palivová pumpa a jeho P-80A výrobního čísla 44-85048 začalo ztrácet výšku. Náhradní pumpa buďto nefungovala nebo ji Bong zapomněl zapnout. Z neovladatelného letadla se mu sice podařilo vyskočit, byl však příliš nízko na to, aby se jeho padák stihl otevřít. Jeho smrt se dostala na první stránky všech novin ve státě, hned pod atomovým bombardováním Hirošimy toho samého dne ráno.